# 德山街道
德山街道，是中华人民共和国湖南省常德市武陵区下辖的一个乡镇级行政单位。

## 行政区划
德山街道下辖以下地区：
邱家窝社区、老码头社区、洞庭北路社区、乾明寺社区、陈家岗社区、罗家岗社区、茅湾社区、晒谷岭社区、沿河路社区、窑场河社区、东田碑社区、龙虎桥社区、莲花池社区、蒿草湖社区、苏家渡社区、龙甲山社区和演舞堆社区。
其中酱香名酒，武陵酒厂就坐落在德山街道。